# Waardenburg-Syndrom
Das Waardenburg-Syndrom ist eine angeborene, vererbbare Erkrankung, die durch eine variable Kombination aus Pigmentstörungen der Augen, der Haut und der Haare, durch Innenohrschwerhörigkeit und Fehlbildungen des Gesichtes (Gesichtsdysmorphien) gekennzeichnet ist.
Es können vier verschiedene Formen des Waardenburg-Syndroms unterschieden werden. Bis auf Typ IV wird die Erkrankung überwiegend autosomal dominant vererbt.

## Epidemiologie
Die Häufigkeit des Waardenburg-Syndroms wird mit 1:4500 Neuerkrankungen pro Jahr (Inzidenz) angegeben. Die Waardenburg-Syndrome machen etwa 2 % Prozent der Fälle von angeborener Schwerhörigkeit aus.

## Formen und Ursachen
Nach genetischen und klinischen Kriterien werden vier Haupttypen des Waardenburg-Syndroms (WS) unterschieden (WS1-WS4). Die vier Typen können ihrerseits teilweise in Unterformen eingeteilt werden:
| Typ     | Synonyme und Varianten                                        | Genort(e)                         |
| ------- | ------------------------------------------------------------- | --------------------------------- |
| Typ I   | WS1                                                           | 2q35                              |
| Typ II  | WSII WS2A WS2B WS2C WS2D                                      | 3p14.1-p12.3 1p21-p13.3 8p23 8q11 |
| Typ III | Klein-Waardenburg-Syndrom WS3                                 | 2q35                              |
| Typ IV  | Waardenburg-Shah-Syndrom Waardenburg-Hirschsprung-Syndrom WS4 | 13q22, 22q13, 20q13.2-q13.3       |

Die Waardenburg-Syndrome WS1, WS2 und WS3 werden autosomal dominant vererbt, für WS4 wurden ausschließlich autosomal-rezessive Erbgänge nachgewiesen.
WS1 und WS3 werden durch Mutationen im Pax3-Gen verursacht. Das Gen codiert unter anderem für ein 479 Aminosäuren großes Protein, das an der Regulation des Transkriptionsfaktors MITF (Microphthalmie-assoziierter Transkriptionsfaktor) beteiligt ist. MITF ist an der Regulation der Melanozytenentwicklung beteiligt, die bei allen bekannten Waardenburg-Syndromen gestört ist. Mutationen in diesem Gen finden sich auch beim Schädel-Gesicht-Schwerhörigkeit-Hand-Syndrom (Sommer-Young-Wee-Frye-Syndrom).
Das WSIIA wird durch eine Mutation direkt im MITF-Gen verursacht. Beim WSIIB ist bisher lediglich der DNA-Locus bekannt (WSIIB: 1p21-p13.3, WSIIC), in dem es zu Mutationen kommt. Das WSIIC wird durch eine balancierte Translokation von Chromosom 4 auf 8 verursacht. Das heißt, ein DNA-Abschnitt, der normalerweise auf Chromosom 4 zu finden ist, befindet sich beim WSIIC auf Chromosom 8. Dem sehr seltenen WSIID liegt eine Mutation im so genannten SNAI2-Gen vor. Auch hier handelt es sich um einen Transkriptionsfaktor, der während der embryonalen Entwicklung in den Neuralleistenzellen exprimiert wird. Dem WSIIE liegt eine Genmutation im SOX10-Gen zugrunde.
Das WS4 wird im Gegensatz zu den Waardenburg-Syndromen 1–3 autosomal-rezessiv vererbt. Bisher wurden Mutationen der Endothelin-3- und Endothelin-B-Rezeptor-Gene sowie des SOX10-Gens nachgewiesen.

## Krankheitsbild

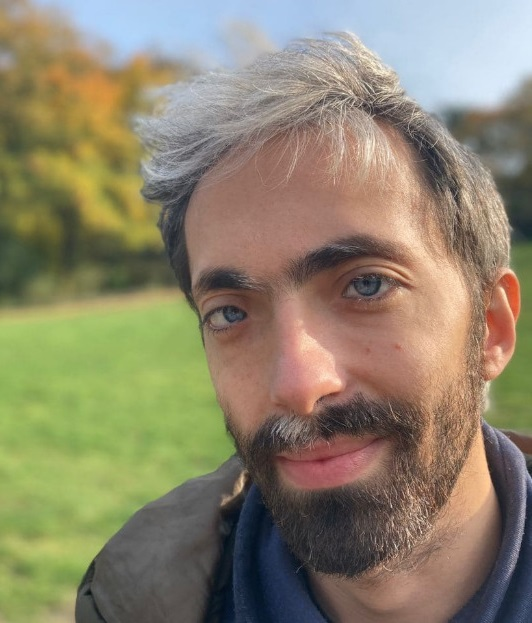
Nasenseitig zusammengewachsene Augenlider (Ankyloblepharon) und Pigmentstörung an den Haaren beim Waardenburg-Klein-Syndrom.

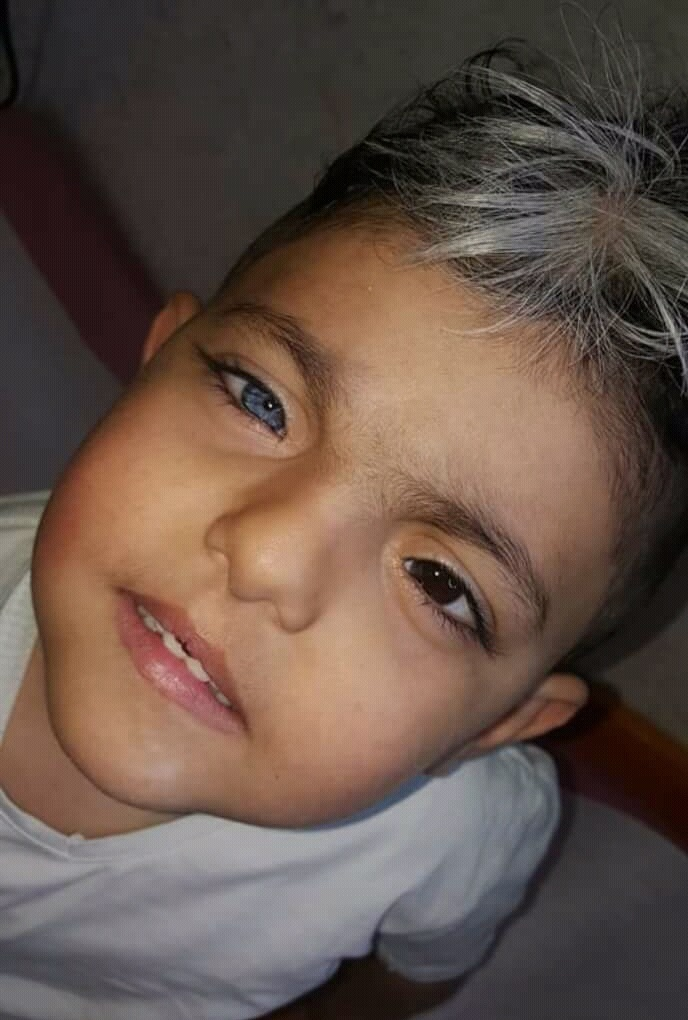
Junge mit verschiedenfarbigen Augen durch Waardenburg-Klein-Syndrom.

Die Taubheit beim Waardenburg-Syndrom beruht auf Defekten in der Entwicklung von Gewebe der ursprünglichen Neuralleiste. Die Störung der Pigmentzellen, die sich ebenfalls von neuronalem Gewebe ableiten, betreffen vorwiegend die Iris, die Augenbrauen, zum Teil auch die Haut und die Kopfhaare, was zu einer Hypopigmentierung führt. Besonders auffällig ist eine unterschiedliche Färbung der Augen (Iris-Heterochromie), d. h. Betroffene können z. B. ein blaues und ein braunes Auge haben. Dysplasien in Form von Augenfehlstellungen und Fehlbildungen des knöchernen Schädels sind ebenfalls Teil des Waardenburg-Syndroms. Dies erscheint teilweise in einer Verschiebung der Lidfalte oder einer seitlichen Verschiebung des Innenaugenwinkels beider Augen (Dystopia Canthorum).
Wenn die klinischen Merkmale nicht eindeutig sind, können molekulargenetische Tests durchgeführt werden um die Diagnose zu bestätigen. Hierzu gehören Einzelgentests, ein Multigen-Panel sowie noch umfassendere genomische Tests wie Exom-Sequenzierung und Genom-Sequenzierung.

## Geschichte
Das Waardenburg-Syndrom wurde erstmals 1951 von dem niederländischen Augenarzt und Genetiker Petrus Johannes Waardenburg (1886–1979) beschrieben.

## Kulturelle Rezeption
- Der ermittelnde FBI-Agent Deacon Novak und dessen Familie aus dem Roman 'Dornenmädchen' von Karen Rose haben das Waardenburg-Syndrom.[13]
- In der Münsteraner Tatort-Folge Hinkebein liefert die Entdeckung des Waardenburg-Syndroms (in diesem Fall gekennzeichnet durch verschiedenfarbige Augen) sowohl bei der Tochter der Toten als auch beim bis dahin nicht bekannten Vater der Tochter einen entscheidenden Hinweis zur Überführung des Vaters als Mörder.[14]
- In der 21. Folge „Das schweigende Lämmchen (The Signs In The Silence)“ der sechsten Staffel der US-amerikanischen Krimiserie Bones – Die Knochenjägerin geht es um ein zunächst mordverdächtiges Kind, das mit dem Waardenburg-Syndrom geboren wurde. Es werden des Weiteren auch psychologische Aspekte im Umgang mit der Krankheit behandelt.[15]